# Masoneilan
Masoneilan (in origine Mason Regulator Company) è stata un'azienda statunitense nel settore delle valvole di controllo.

## Storia dell'azienda
L'azienda fu fondata nel 1882  da William B. Mason, di professione ingegnere ed inventore.
Nel primo ventennio del '900, l'azienda ha fabbricato valvole di controllo per aria, acqua e vapore, e altra strumentazione di controllo, rifornendo la Marina degli Stati Uniti d'America durante la prima guerra mondiale.
Nel 1931, dopo l'acquisto della Neilan Company of California, l'azienda cambiò il suo nome in Mason-Neilan Regulator Company.
Durante la seconda guerra mondiale costruì strumentazione di controllo per applicazioni nautiche.
Nel 1956, sotto il nome di Masoneilan International Inc., l'azienda approda a Norwood, nel Massachusetts, costruendo un avanzato complesso industriale.
Nel corso degli anni successivi, l'azienda cambiò spesso il suo nome, in particolare:
- 1956 - Worthington
- 1959 - Annin e Masoneilan
- 1968 - Masoneilan International Inc

Nel 1985 la società è cessata e la struttura ed il marchio sono stati acquisiti dalla Dresser Inc., società che dal 1998 fa parte del gruppo Halliburton Co. (gruppo degli Stati Uniti d'America, con sede a Houston, nel Texas).

## Brevetti e prodotti
Alla Masoneilan risalgono:
- Intorno al 1880 il brevetto di una valvola di laminazione del vapore
- Nel 1944 il concetto di coefficiente di flusso Cv, da allora universalmente utilizzato come parametro di definizione della portata di fluido attraversante una valvola.
- Intorno al 1960 la valvola universale tipo Camflex, ad otturatore eccentrico, un ibrido tra valvola a farfalla e valvola a sfera.